# Chiesa dell'Assunta (Binetto)
La chiesa dell'Assunta è una chiesa romanica che sorge nel centro del comune di Binetto.

## Descrizione
Edificata tra il 1198 e il 1203, presenta una spoglia facciata a capanna munita di tre portali con archi a tutto sesto e un semplice oculo, sormontato da una monofora in corrispondenza del portale centrale. Nelle nicchie lungo la fiancata sinistra sono collocate alcune statue in pietra.
L'interno, a tre navate absidate, è scandito da pilastri in conci di pietra che reggono la volta a crociera della navata centrale. 
L'originaria pianta rettangolare è stata alterata da manomissioni tarde, quali la costruzione di alcune cappelle laterali e la riedificazione del presbiterio nel Settecento. 
Vi sono custoditi un fonte battesimale cinquecentesco, un'acquasantiera e alcuni affreschi databili tra il XIV e il XVII secolo.